# استان موغله
موغله (به ترکی استانبولی: Muğla) نام یکی از استان‌های ترکیه است که مرکز آن هم شهری است به همین نام.
این استان در منطقهٔ اژه واقع شده‌است

## شهرستان‌ها
شامل ۱۲ شهرستان به نام‌های زیر می‌باشد:

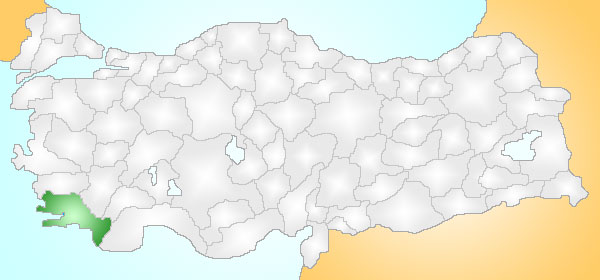
استان موغله.

1. موغله (مرکز)
2. بُدروم
3. مارماریس
4. دالامان
5. فتحیه
6. اُرتاجا
7. میلاس
8. یاتاغان
9. اولا
10. کاواکلی دره
11. کوی جئیز
12. داتچا